# HFX Wanderers FC
L'HFX Wanderers FC è una società calcistica canadese con sede ad Halifax (Nuova Scozia). Il club è stato fondato nel 2018 in vista della creazione della nuova prima divisione canadese, la Canadian Premier League.

## Storia
I primi contatti fra la Sports & Entertainment Atlantic e i dirigenti della Canadian Premier League, con lo scopo di avviare un club professionistico nella città di Halifax, partirono fin dal dicembre del 2016, quando ancora la lega non era stata ufficialmente riconosciuta dalla Federcalcio canadese. La volontà di portare il calcio nella Nuova Scozia si concretizzò il 5 maggio 2018, con l'approvazione ufficiale da parte della CSA di quattro club, fra cui uno basato appunto ad Halifax.
Il nome e i colori della squadra sono stati rivelati il 25 maggio successivo.

## Colori e simboli
I colori del club sono il blu e il celeste: le gradazioni di colore che assume l'acqua nel porto di Halifax o in pieno oceano Atlantico.
Il logo della società ha la forma di una stella a otto punte, la stessa della cittadella fortificata attorno a cui si è sviluppata la città. Il logo contiene altri simboli locali: nella parte superiore si trova il ponte Angus L. Macdonald, che permette di attraversare il porto, in quella inferiore delle onde stilizzate e un'ancora, per richiamare ancora una volta la natura portuale della città. Al centro si trova una fascia con il nome del club e il motto in gaelico Ar Cala, Ar Dachaigh, Ar n-Anam (il nostro porto, la nostra casa, la nostra anima), per ricordare le origini scozzesi della provincia.

### Storico maglie
- Wikimedia Commons contiene immagini o altri file sulle maglie dell'HFX Wanderers FC

## Stadio
L'HFX Wanderers disputa le proprie partite casalinghe al Wanderers Grounds, impianto situato all'interno di un parco cittadino chiamato Halifax Common, in una sezione storicamente deputata alle manifestazioni sportive. Lo stadio attualmente può ospitare 6.200 spettatori circa, ma essendo una struttura modulare può essere facilmente ampliata.

## Società

### Sponsor
- 2019- Macron

## Allenatori e presidenti
Il primo allenatore del club, Stephen Hart, è stato annunciato il 28 giugno 2018.
- 2019-2022  Stephen Hart
- 2023-in carica  Patrice Gheisar

## Palmarès

### Altri piazzamenti
- Canadian Premier League:

Finalista: 2020

## Statistiche e record

### Partecipazioni ai campionati nazionali
| Livello | Categoria | Partecipazioni | Debutto | Ultima stagione | Totale |
| ------- | --------- | -------------- | ------- | --------------- | ------ |
| 1º      | CPL       | 5              | 2019    | 2023            | 5      |

### Partecipazioni alle coppe nazionali
| Competizione          | Partecipazioni | Debutto | Ultima stagione |
| --------------------- | -------------- | ------- | --------------- |
| Canadian Championship | 4              | 2019    | 2023            |

## Tifoseria
Il gruppo di tifoseria organizzato a supporto del club si chiama Privateers 1882, i corsari. Inizialmente il gruppo si chiamava Wanderers 1882, per celebrare l'inizio delle attività del Wanderers Amateur Athletic Club, prima squadra di calcio della città, ma i tifosi hanno scelto di cedere la denominazione "Wanderers" ai proprietari del club. La tifoseria organizzata trova posto sulla tribuna est del Wanderers Grounds, colloquialmente soprannominata the kitchen, la cucina.

## Organico

### Rosa 2020
| N. |                              | Ruolo | Calciatore       |
| -- | ---------------------------- | ----- | ---------------- |
| 2  | Germania (bandiera)          | D     | Peter Schaale    |
| 3  | Haiti (bandiera)             | D     | Jems Geffrard    |
| 5  | Canada (bandiera)            | D     | Doneil Henry     |
| 7  | Giamaica (bandiera)          | C     | Alex Marshall    |
| 8  | Marocco (bandiera)           | C     | Omar Kreim       |
| 9  | Guinea (bandiera)            | A     | Ibrahima Sanoh   |
| 10 | Canada (bandiera)            | A     | Alessandro Riggi |
| 11 | Trinidad e Tobago (bandiera) | A     | Akeem García     |
| 13 | Canada (bandiera)            | D     | Daniel Kinumbe   |
| 14 | Canada (bandiera)            | D     | Mateo Restrepo   |

| N. |                              | Ruolo | Calciatore           |
| -- | ---------------------------- | ----- | -------------------- |
| 15 | Canada (bandiera)            | C     | Scott Firth          |
| 17 | Mali (bandiera)              | C     | Aboubacar Sissoko    |
| 18 | Trinidad e Tobago (bandiera) | C     | Andre Rampersad      |
| 20 | Canada (bandiera)            | D     | Jake Ruby            |
| 21 | Trinidad e Tobago (bandiera) | P     | Jan-Michael Williams |
| 22 | Brasile (bandiera)           | A     | João Morelli         |
| 23 | Inghilterra (bandiera)       | A     | Cory Bent            |
| 31 | Brasile (bandiera)           | D     | Eriks Santos         |
| 50 | Canada (bandiera)            | P     | Christian Oxner      |